# Gabriel von Ferrara
Gabriel von Ferrara (* um 1543 in Mailand; † 15. Januar 1627 in Wien) war ein italienischer Ordensmann, Chirurg und Gründer von Krankenhäusern.

## Leben
Ferrara wurde um 1543 in Mailand als Graf Camillo von Ferrara geboren. Er studierte Medizin, wurde Chirurg – wozu er eine damals übliche handwerkliche Ausbildung durchlief – und wirkte unter anderem als Leibarzt des Herzogs von Urbino,  Francesco Maria II. della Rovere.
Spätestens 1591 trat er in Mailand dem Hospitalorden der Barmherzigen Brüder bei, nahm den Ordensnamen Gabriel an  und legte 1595 die Ordensgelübde ab. Hier verfasste er die zweiteilige Nuova Selva di Cirurgia, die zuerst 1596 in Venedig gedruckt und Standardwerk der Chirurgie wurde.
Ferrara wurde 1598 nach Rom versetzt, wo er Leitungsaufgaben innerhalb des Ordens übernahm. So war er Prior des Klosters mit dem Hospital auf der Tiberinsel, wurde 1602 Provinzial und bald darauf auch in die Generalleitung des Ordens berufen. Ab 1605 war er zusätzlich Generalvikar für die Niederlassungen nördlich der Alpen und wurde mit der Gründung von Hospitälern betraut.
1608 konnte Gabriel den polnischen König Sigismund heilen. Zum Dank wurde ein Krankenhaus in Krakau gestiftet, dem weitere Gründungen in Polen, bis nach Weißrussland und Litauen folgten.
Daraufhin bot ihm der österreichische Kaiser Matthias ebenfalls die Gründung von Spitälern an. Ferrara ging nach Wien, wo 1614 ein erstes Haus erworben und 1616 eröffnet wurde, das noch bestehende Krankenhaus in der Taborstraße.
Nachdem Gabriel 1615 Erzherzog Ernst, den Bruder Kaiser Ferdinands II., heilen konnte, wurde 1615 ein weiteres Krankenhaus in Graz gegründet. Der Kaiser wurde Ferraras persönlicher Freund und wichtiger Förderer des Ordens. So erhielten die Barmherzigen Brüdern 1624 in Österreich das Recht auf öffentliche Spendensammlungen.
Im Dreißigjährigen Krieg war Ferrara als Feldchirurg bei den kaiserlichen Truppen tätig und nahm an der Schlacht am Weißen Berg 1620 teil. Später gründete Gabriel noch Spitäler in Neuburg an der Donau (1622) und Triest (1625). 1624 behandelte er Papst Urban VIII.
Als Ferrara am 15. Januar 1627 starb, hinterließ er ein umfangreiches Hospitalwesen, das vor allem der medizinischen Versorgung der Armen diente. Insgesamt gründete er 22 Ordensspitäler. Gabriel von Ferrara starb im Ruf der Heiligkeit und wurde in der Kirche der Barmherzigen Brüder in der Wiener Taborstraße begraben.

## Schriften
- Nuova selva di chirurgia divisia in tre parti. Venedig 1596; Neuauflage Combi, Venedig 1608.